# Badhan
|  | Per a altres significats, vegeu «Badhan (desambiguació)». |

Badhan és una ciutat de l'antiga regió de Sanaag a Somàlia i capital actual de l'estat autònom de Maakhir i de la regió de Madar. La seva població és d'uns 150.000 habitants. El 1991 la seva població era de 15.000 habitants. Estat de Khaatumo la reclama com a part del seu territori.
Pertanyé a Somalilàndia del 1991 al 1999, i al Puntland des de 1999 al 2007, sent en aquest temps declarada capital de la regió de Sanaag sota el seu control. El juliol de 2007 es va proclamar a Badhan l'estat de Maakhir, del que fou declarada capital, i convertida tanmateix en capital de la nova regió de Madar. La ciutat, que ha crescut després del 1991 al rebre refugiats d'altres llocs, disposa d'un hospital, tres escoles, i una universitat. Està dividida en quatre barris: Horseed, Iftin, Furqan i Nour.
A la vora de la ciutat hi ha les muntanyes Cal Madow, de gran bellesa, amb dipòsits minerals (podria haver-hi petroli) i gran riquesa ecològica. En aquestes muntanyes algun puig de roca, zones de pastures amb arbres únics i una gran panoràmica.
Al segle xiv s'hi van establir els warsangeli com a lloc on obtenir aigua però no va passar de ser un pou i estació. L'antiga Badhan fou un establiment creat a la meitat del segle xix. En estar en terres baixes corria perill d'inundacions que sovint la van afectar. Fou un dels quatre fortins dels daraawiish el 1918, en la zona elegida com a residència pel Diiriye Guure. El fortí, mancat de restauració es troba avui dia en molt mal estat.
Finalment sota Siad Barre es va traslladar al seu emplaçament actual. La vella Badhan està al lloc on avui dia hi ha el llogaret de Hubeera.